# Avarengo
L'avarengo est un cépage italien de raisins noirs.

## Origine et répartition géographique
Il  provient du nord de l’Italie. 
Il est classé cépage d'appoint en DOC Pinerolese Ramie. Il est classé recommandé en province de Turin dans la région du Piémont. En 1998, il couvrait 42 ha.

## Caractères ampélographiques
- Extrémité du jeune rameau duveteux blanc à nuances rosées.
- Jeunes feuilles duveteux, vertes à liseré rouge cuivré.
- Feuilles adultes, à 5 lobes avec des sinus supérieurs profonds en lyre,  un sinus pétiolaire en lyre fermée, des dents ogivales, moyennes, un limbe duveteux.

## Aptitudes culturales
La maturité est de troisième époque: 30  jours après le chasselas.

## Potentiel technologique
Les grappes et les baies sont de taille moyenne. La grappe est conique et compacte. Le cépage est de vigueur moyenne et de production peu abondante à cause de la coulure. Il est assez sensible l'oïdium et moins sensible au mildiou. Il est parfois attaqué par la pourriture grise.
Surtout destiné à la cuve, il est employé parfois comme raisin de table.

## Synonymes
L'avarengo  n'a pas de synonymes